# Kaunakakai
|  | Dieser Artikel wurde aufgrund von inhaltlichen Mängeln auf der Qualitätssicherungsseite des Projektes USA eingetragen. Hilf mit, die Qualität dieses Artikels auf ein akzeptables Niveau zu bringen, und beteilige dich an der Diskussion! Eine nähere Beschreibung der zu behebenden Mängel fehlt. |

Kaunakakai ist ein CDP im Maui County auf der Insel Molokaʻi im US-Bundesstaat Hawaii. Er befindet sich in der Mitte der Südküste. Die Fläche von Kaunakakai beträgt 8,1 km², wovon 2,8 km² Wasserflächen sind. Es leben in dem Ort 3425 Einwohner (Stand: Volkszählung 2010). Er hat den größten Hafen der Insel und den längsten Pier (518 m) von Hawaii. Der Flughafen befindet sich 13 Kilometer nordwestlich der Stadt.

## Öffentliche Einrichtungen
Hier befindet sich das Molokai General Hospital sowie ein Gesundheitszentrum, das Molokai Community Health Center, das neben allgemein-medizinischen auch zahnärztliche und psychologische Behandlungen anbietet.
Die University of Hawaii betreibt in Kaunakakai ein Maui Community College.
Die einzige öffentliche Bücherei von Molokai befindet sich ebenfalls hier.

## Demografie
Die 3.425 Einwohner sind zu 22,4 % Hawaiianer, 22,2 % Asiaten, 15,4 % Euro-Amerikaner, 5,9 % Hispanics, 0,5 %  Afro-Amerikaner und 37,4 % gemischtrassig (Stand: 2010).